# 牡丹江の戦い
牡丹江の戦い（ぼたんこうのたたかい、英語：Battle of Mutanchiang / Mudanjiang）とは、第二次世界大戦末期の1945年8月12日から同16日まで、満洲国の牡丹江市にて展開された大日本帝国とソビエト連邦の戦闘。
日本の第5軍の一部はこの戦闘の間、大日本帝国陸軍の主力がより防御しやすい位置へ後退できるよう、赤軍（ソ連軍）の第5連合軍と第1赤旗軍の進軍を遅らせようと試みた。双方の死傷者は多かったが、赤軍は急遽組織された日本側の防衛線を突破でき、予定より10日早く牡丹江市を占拠できた。それにもかかわらず、牡丹江の日本の守備隊は主力部隊を退避させるという目標を達成した。

## 背景
牡丹江での戦闘に先立つ同年2月、ヨシフ・スターリン率いるソ連はヤルタ会談にて、ナチス・ドイツ敗戦後の3ヵ月以内に対日参戦することで同意した。この期限を守るため、ソ連と西側の連合国は協力して極東地域に補給物資を備蓄する必要があった一方、赤軍はシベリア鉄道とともに増援部隊を派遣した。日本側はこの増強を監視していたが、9月中旬までにソ連の攻撃準備ができるとは信じておらず、8月に攻撃が実際に始まった際の日本軍は不意を突かれた形となった。
満洲防衛を任務としていた関東軍は、この時までに日本軍の主力戦闘部隊から抜け殻へと弱体化しており、ほとんどの重装備や熟練の部隊が除かれた結果、関東軍の平均効率は戦前と比較して3割以下であった。一方で赤軍は、特定の地形や敵の防御に対する経験に基づき、独ソ戦に参加したヨーロッパ方面の部隊から最高の部隊を精選した。東満洲の防衛の要は、牡丹江に拠点を置いていた喜多誠一率いる第1方面軍であった。この方面軍の隷下には第3軍と第5軍があり、この戦闘では清水規矩の第5軍が中心となった。ソ連の攻撃を受けた際における全体的な戦略は、国境付近にて最初の抗戦を起こし、関東軍の主力部隊を通化市周辺の「要塞地域」へ後退させるというものであった。しかし日本側にとって不運なことに、こうした計画に必要な部隊の再配置も通化の要塞化も、戦闘開始時には準備ができていなかった。
一方ソ連軍の戦略は、それとは正反対のものであった。相対的に安全な退却から関東軍を妨害するため、ソ連邦元帥のアレクサンドル・ヴァシレフスキー率いる赤軍指導部は、翼包囲陣形による電撃強襲や日本軍が退避する機会を得る前に動揺させ包囲することを計画した。東満洲にて第1方面軍と対峙していたのは、吉林の占拠と朝鮮半島からの満洲の切り離しを目的としていたキリル・メレツコフの第1極東戦線であったが、これらの命令によってメレツコフの部隊は牡丹江市とハルビン市の中心部を通過することとなった。牡丹江への進軍を先導したのは、第1極東戦線の戦力の半分を占めるアファナシー・ベロボロドフの第1赤旗軍およびニコライ・クルイロフの第5連合軍であった。
4月5日に日ソ中立条約を破棄していたソ連軍は、8月8日深夜に日本の傀儡政権であった満洲国へ越境し、戦術的な奇襲を果たした。これに対して大本営は対ソ全面軍事行動の開始を命じ、日ソ間の戦闘が本格的に勃発した。

## 戦闘の経緯

### 8月9日〜12日
最初の攻勢には、（後にソ連軍の攻撃で撃退された）第5軍の第124師団・第126師団・第135師団が対応した。牡丹江市への主要な陸路は市の北と東にある2本の山道であったが、ソ連側はその両方を利用し、第1赤旗軍は北から、第5連合軍は東から攻撃した。赤軍は最終的に前進に成功したものの、特に戦車の被害が甚大で、隠伏された対戦車砲や爆薬を背負った特攻兵が戦車に飛び込む肉弾攻撃に加えて、折からの集中豪雨と相まって進軍を困難にした。

### 8月12日〜16日
8月12日までに、ソ連軍の攻勢により第5軍は牡丹江市を中心に半円状の地域に押し込められていた。ソ連軍が勢力を伸ばし続けた一方、最初の攻撃で戦線を縮小させていた日本軍が態勢を立て直した事で、全区域での抵抗が強まっていた。ソ連軍は損傷した戦車を修理して戦線に再投入して日本軍を感心かつ落胆させたものの、戦車部隊の損失は増え続けた。第257戦車旅団の例では、当初戦車65両を保有していたものの、最終的に7両まで減少した。日本軍の損害も深刻であり、8月13日の朝には日本軍の兵員・物資を載せた軍用列車がソ連軍の戦車部隊の奇襲攻撃を受け、列車は破壊され日本兵約900名が戦死、その他列車30両、迫撃砲24門、車両30台、小銃800丁、機関銃100丁を損失したが、乗っていた第135師団長人見与一中将は辛うじて生存した。
その後、数日間に渡って第124師団が牡丹江市周辺の要塞化された丘陵地帯から抵抗を続け、そこからソ連軍の進撃路を攻撃した。ソ連軍は日本軍を無力化するため、戦車と砲撃の優勢を利用してこれらの丘陵を１つずつ奪わざるを得なかった。日本軍の重要な拠点であった小豆山における戦闘では、山頂が完全に吹き飛ばされたように見えたほど、ソ連軍の攻撃は大規模であった。対戦車砲と特攻兵による肉弾攻撃は未だ健在であり、8月14日にはSsutaoling付近の日本軍がソ連軍の戦車16両を直接攻撃し、さらに戦車5両が5名の特攻兵による肉弾攻撃で撃破された。しかし、こうした攻撃は日本兵個人の狂信的な攻撃精神に依存しており、ソ連軍戦車を破壊したものの日本軍の人的損失は非常に大きかった。8月15日には小豆山の陣地を突破されたため主力は寧安、東京城方向へ、一部は牡丹江市北側へと後退した。
牡丹江市周辺における予想外の抵抗により、第1極東戦線司令官メレツコフは牡丹江市の早期攻略を諦めて第5連合軍を牡丹江市南側へと迂回して進撃させ、代わりに第1赤旗軍が牡丹江市を占領するよう命令を変更した。8月15日、ソ連軍の猛烈な進撃に危機感を覚えた第1方面軍司令部は第5軍へ後退を命じ、第5軍の後退に応じて牡丹江市周辺を守備する第126師団もわずかな守備隊を後衛として残して牡丹江市西側へ後退した。8月16日午前7時にはソ連軍による最後の牡丹江市への攻撃が始まり、ロケット砲が残存した日本軍守備隊を粉砕し、戦車と歩兵が牡丹江市を攻撃するため前進した。しかし、第1赤旗軍が牡丹江市の東にある牡丹江（河川）を渡ろうとしたところ、3つの橋すべてが日本軍に破壊されており、対岸の大火災が船艇による上陸も不可能にしていた。それに対してソ連軍第22狙撃兵師団は市街地よりもさらに北で渡河し、守備隊を背後から奇襲し後退させた。これにより、第1赤旗軍の大部分が直接渡河し中心街への攻撃を開始した。赤軍は11時頃までに守備隊の猛烈な抵抗に直面したため、牡丹江市の建物１部屋ごとの制圧を始めた。13時頃には、守備隊は市内南部・東部・北西部から追い詰められて牡丹江市街の放棄を決定し、破壊された建物から抵抗を続ける少数の部隊を残して後退した。第1赤旗軍が牡丹江市中心部を占領すると、牡丹江市南側へと迂回した第5連合軍は、後退命令が伝わらず現陣地を守備していた日本軍の歩兵第278連隊と遭遇するとこれを包囲攻撃して大損害を与えた。同連隊は最後のバンザイ突撃を行い、生存者は寧安及び横道河子方向へ分散して後退した。その日の終わりまでには牡丹江市全域がソ連側の手に落ち、市街地をめぐる戦闘は終結した。その後間もなく、関東軍の主力が昭和天皇の玉音放送の通りに降伏し、牡丹江の戦いと第二次世界大戦は幕を下ろした。

## 結果
機動性と大胆な攻撃により、第5連合および第1赤旗軍は150〜180キロ進軍して目標を10日も前倒しで達成し、牡丹江にて大勝利を収めた。急速な進軍は、牡丹江前方に強固な初期防衛線を設置するという日本側の計画に先手を打ち、日本軍を早期に撤退させその戦力を分散させた。しかしこうした成功にもかかわらず、激しい日本側の抗戦や赤軍の主戦力がその先陣に追いつけなかった事実は、日本の第5軍の大部分がすでに標準以下の5割ほどの戦力でありながら撤退できたことを意味する。ソ連の指導層はこの結果を受け、撤退する日本軍が未だ「非常に大きな戦力」を構成すると認めたが、これ以上の大規模な戦闘が起こる前に終戦を迎えたためほとんど問題にならなかった。
双方の犠牲者は多く、日本側は戦闘に参加した第5軍および第1方面軍の他の隷下部隊から、死者9,391名を含む総計25,000人の損耗人員と大砲104門の喪失を報告した。それと引き換えに、彼らは7,000〜10,000人のソ連兵に損害を与え300〜600両の戦車を破壊したと主張した。これらの主張は実際には過小報告されていた可能性もある。ソ連側の計算による満洲作戦での第1極東戦線の損害は、戦死・捕虜・行方不明者6,324人、負傷者・傷病者14,745人を含む総計21,069人としており、少なくともそのうちの半数は、牡丹江での戦闘中に損害を受けた。